# Vikki
Vikki — судно, що повинне стати першим у світі балкером розміру Handysize, котрий використовуватиме як паливо зріджений природний газ (можливо відзначити, що першим балкером з двигуном на ЗПГ стало судно Greenland, введене в експлуатацію у 2015 році).
Споруджується для компанії ESL Shipping (належить Aspo Group), яка спеціалізується у перевезенні насипних вантажів по Балтійському і почасти Північному морях. Замовлення розміщене у вересні 2016 року на китайській верфі Jinling у Нанкіні.
Головною особливістю судна має стати його енергетична установка. З метою зменшення викидів діоксиду вуглецю, вона окрім традиційного використання нафтопродуктів матиме змогу працювати на ЗПГ, а також на низьковуглецевому зрідженому біогазі (low-carbon liquefied biogas, LBG). Спроектований для цього двигун компанії MAN у квітні 2017 року пройшов випробування на заводі STX Heavy Industries в Чханвон (Південна Корея).
Судно, яке повинне стати першим у серії із двох, отримало назву в червні 2017-го на честь одного з районів міста Гельсінкі, що є традиційною системою для замовника.
У серпня 2017 року замовник уклав угоду з компанією Skangas на бункерування своїх ЗПГ-балкерів на терміналі у Торніо, який планується запустити в першому кварталі 2018 року.
Судно матиме льодовий клас 1А для плавання у зимових умовах в Ботнічній затоці.